# 魚津市立大町小学校
魚津市立大町小学校（うおづしりつ おおまちしょうがっこう）は、富山県魚津市本町1丁目10番地39号にかつて存在した小学校。

## 解説
魚津市の旧市街地のうちの大町地区を通学区域としていた。
閉校後の2024年9月より校舎（鉄筋コンクリート造り3階建て延べ4,323m2）の一部（同2,697m2）の解体工事を実施し、2025年度の文化財の試掘調査を経て、2027年度から大町コミュニティセンターを整備する（2028年度より利用開始予定）。当初は2026年度から整備し、2027年度より利用開始予定であった。

## 沿革
個別に出典が提示されていない箇所の出典→
- 1873年4月16日、第六大学区新川県管区第九中学区魚津第一番中学校として創立。魚津町奉行所御貸屋（現・長教寺）を仮校舎とする。
- 1874年、明理小学校と改称。同年3月、校舎を旧新川県庁跡（旧郡代役所、旧税務署）に移す。達成小学校、明理夜学小学校を併設。同年秋、明理小学校を2校（男児および女児）に分ける。
- 1879年4月15日、魚津城跡に新校舎を新築し、男児明理と女児明理を統合。
- 1883年、富山県下新川郡魚津町立の小学校となる。
- 1892年8月、魚津町立明理尋常高等小学校と改称。
- 1889年5月、榎本武揚文部大臣、当校を視察。
- 1890年12月16日、御真影の下賜を受ける。
- 1892年8月、魚津町立明理尋常高等小学校となる。
- 1895年6月、魚津町立魚津尋常高等小学校と改称。
- 1906年、2年制の女子補習学校を併置。
- 1909年
  - 1月8日、神明川以東の尋常科の児童を魚津尋常小学校（現在の魚津市立村木小学校）に移転。
  - 10月、皇太子（後の大正天皇）の行啓を記念して大講堂を建築。この時、校歌を作った。
- 1911年、魚津町役場跡に高等科女子4学級の分教場を分置。
- 1913年
  - 4月8日、補習科を廃止し、魚津実科高等女学校を併設[5]。
  - 10月30日、校歌を制定[5]。
- 1914年8月、2階建て275坪の木造校舎完成。
- 1921年3月、魚津実科高等女学校を廃して、県立魚津高等女学校を創立、併置。
- 1929年4月16日、校舎（新築坪数651坪）を新築し、竣工式を挙行[6]。
- 1931年、富山県から郷土教育の研究指定校の指定を受ける。
- 1936年4月1日、青年学校、女子補習学校、魚津実業学校などを併置[6]。
- 1937年4月、校歌制定（旧制富山高等学校古屋先生の歌詞、富山県師範学校荒木先生の作曲）。
- 1940年、校庭に阿波加修造の碑や上杉謙信の歌碑などが校下有志により除幕。
- 1941年4月1日、大町国民学校と改称。
- 1944年5月、東京から疎開してきた矢口、六郷の国民学校4、5、6年生の生徒を受け入れる[6]。
- 1947年4月、富山県下新川郡魚津町立大町小学校と改称（一時期のみ東館の階上および階下全部に魚津中学校（後に現在の魚津市立西部中学校に統合される）も併設）[6]。
- 1950年11月4日、魚津町文化祭開催中（3日目）の早朝（午前4時）に校舎内（西館）の学校給食場付近（湯沸かし場）で出火、火消し壺の割れ目から出た火が腰板に燃え移ったことが原因であった。結果、本校の70％（約1,200坪）を焼失し、さらに周辺の民家11軒を全半焼する被害となった[7]。被害は約2,000万円。
- 1952年
  - 3月12日、12教室のほか付属建物を新築し、竣工式を挙行[8]。
  - 4月、魚津市の市制施行に伴い、魚津市立大町小学校と改称。
- 1954年11月1日、二宮尊徳の銅像が稲垣喜右衛門により寄贈され、除幕式が行われる[8]。
- 1955年9月、学区変更により生徒の一部が魚津市立本江小学校に転校。
- 1960年、理科教育センターを併置。
- 1962年、創立90周年を記念し、児童の制服制帽を決める。
- 1965年9月25日、愛宕神社の御神体を魚津神社に御遷座[9]。
- 1967年、校庭の隅にあった愛宕神社を魚津神社境内に移転。
- 1968年
  - 4月、魚津市立大町幼稚園を併設（～1987年3月）
  - 9月、旧愛宕社の跡に児童公園を設置。
- 1972年
  - 7月26日、創立100周年事業記念プールを新設（同年5月12日より着工していた）[10]。1973年7月3日にドームプール化[10]（当時は日本一の温床式プールと呼ばれていた[11]）。
- 1974年5月14日、情緒障害学級（ときわ学級）設置[10]。
- 1976年4月、学区制の変更で文化町が大町校区に編入。
- 1978年3月23日、改築第1期工事完成（普通教室13、便所、児童昇降口など）[12]。
- 1979年3月7日、改築第2期工事完成（管理棟、特別教室等）[12]。
- 1980年3月、改築第3期工事完成（事務室、校長室、音楽室等）。これを以て校舎本館完成し、同年3月6日に竣工式を挙行する[12]。
- 1983年6月20日、体育館新築工事着工[12]。
- 1984年
  - 2月4日、体育館完成[12]。
  - 8月23日、グラウンドの整地完了[12]。
- 1995年
  - 3月、明理美術館・メディアルームを設置。
  - 4月、通級指導教室（言語障害）開設。
- 2000年6月、メディアルーム・コンピュータ整備充実。
- 2001年7月、プール鉄骨撤去及び周辺整備。
- 2004年7月、プール改修。
- 2018年4月、村木小学校、本江小学校、上野方小学校と共に、魚津市立よつば小学校に統合され廃校[13]。

## 周辺
- 電鉄魚津駅
- 魚津市立西部中学校
- 富山県魚津総合庁舎

## 本校にゆかりのある人物
- 吉田忠雄（魚津尋常高等小学校高等科卒業。YKK創業者）
- 吉田久松（魚津尋常高等小学校高等科卒業。吉田忠雄とともにYKKを大企業に成長させる）
- 宇田新太郎（高等科卒業）
- 盛永俊太郎
- 川原田政太郎（1903年度に高等科卒業[5]）
- 横山源之助

## 備考
魚津大火の際、本校の講堂（現在は存在しない）は救援物資の倉庫として使用されていた。また、被災した村木小学校の一部の児童に対して分散授業を行った。